# Kulau
Kulau (nep. कुलाउ) – gaun wikas samiti w zachodniej części Nepalu w strefie Mahakali w dystrykcie Baitadi. Według nepalskiego spisu powszechnego z 2011 roku liczył on 487 gospodarstw domowych i 2970 mieszkańców (1551 kobiet i 1419 mężczyzn).